# 魏紳
魏紳（1452年—1506年），字廷佩，山東兗州府曲阜縣人，民籍，明朝政治人物。

## 生平
事母至孝，母歿，居墓廬三年。成化十三年（1477年）丁酉科山東鄉試第七十二名舉人，十七年（1481年）中式辛丑科會試第二十一名，二甲第十五名進士。授刑部主事，廣西有人冒稱外戚行騙，事覺被逮捕，官員皆躲避不敢承辦，魏紳一經偵訊即得其狀。升員外郎、郎中，弘治四年（1491年）五月升南京大理寺右寺丞，十一年（1498年）正月升都察院右僉都御史、巡撫山西，十六年（1503年）八月升右副都御史、巡撫蘇松。十七年（1504年）七月十五日晚上，海賊施天泰率十二艘船至太倉州，縱火西進至蠶子鋪才折返。朝廷命令魏紳與操江都御史陳璚撫剿。魏紳命令蘇州府知府林世遠招降施天泰，免死，流放滇南。十八年（1505年）明武宗即位，七月升刑部右侍郎，正德元年（1506年）正月病卒。

## 家族
曾祖魏甫友；祖父魏綱；父魏鳳，助教。前母許氏；母孔氏。